# (38668) 2000 PM
2000 PM (asteroide 38668) é um asteroide da cintura principal. Possui uma excentricidade de 0.20403080 e uma inclinação de 1.97454º.
Este asteroide foi descoberto no dia 1 de agosto de 2000 por John Broughton em Reedy Creek.